# Ядути
Яду́ти — село в Україні, у Борзнянській міській громаді Ніжинського району Чернігівської області. До 2020 центр Ядутинської сільської ради. Населення — 1148 осіб (2012 рік).

## Географія
Село розташоване на півночі громади, за 15 км від центру громади — міста Борзна (автошляхами — близько 16 км) та за 10 км від залізничної станції Бондарівка. Висота над рівнем моря — 115 м.

## Історія

### Археологія
Поблизу села виявлено два поселення доби неоліту і часів Київської держави городище (IX-XIII століття). 1239 року городище ймовірно зруйнували орди Батия.

### Заснування села
Теперішнє село Ядути засновано на території Чернігівського воєводства Речі Посполитої 1632 року зусиллями польського державного діяча З. Казановського. За короткий час Ядути стають власністю київського воєводи Адама Кисіля, а вже 1642 він передав його у власність Максаківського монастиря — цей статус села Ядути підтверджено окремим універсалом Гетьмана України Богдана Хмельницького.
З 1649 — у складі Борзенської сотні Ніжинського полку Гетьманщини. Російське імперське управління запроваджено у селі 1782 року.
1917 — у складі УНР. З 1920 — встановлений комуністичний режим. 1929 — спроби комуністів вилучити землі у незалежних господарників та створити колгоспи. Організований опір грабункам примусив комуністів вдатися до прямого терору — Ядути занесені на чорну дошку, що призвело до масової мученицької смерті мешканців села.
На фронтах Другої світової війни воювали 615 жителів Ядут, з яких 200 нагороджені медалями, 364  загинуло. На честь односельців споруджено обеліск.
У повоєнний період 1946—1947 спостерігалася масова дистрофія та випадки голодної смерті.
У селі знаходилася центральна садиба колгоспу «Ленінський шлях», за яким було закріплено 8995 гектарів сільськогосподарських угідь, у тому числі 3095 га орної землі і 4393 га лук. Це було багатогалузеве господарство, де вирощували зернові культури, картоплю, цукровий буряк, льон, овочі, займалося м'ясо-молочним тваринництвом.
З 1991 — у складі України. 
12 червня 2020 року, відповідно до розпорядження Кабінету Міністрів України № 730-р «Про визначення адміністративних центрів та затвердження територій територіальних громад Чернігівської області», село увійшло до складу Борзнянської міської громади.
19 липня 2020 року, в результаті адміністративно-територіальної реформи та ліквідації Борзнянського району, увійшло до складу Ніжинського району Чернігівської області.
У березні 2022 перебувало на шляху пересування російських механізованих військ, які підтримували загальний наступ окупантів на Київ. 

## Інфраструктура
У селі є загальноосвітня школа, будинок культури з самодіяльним хором, бібліотека, дільнича лікарня, магазини, відділення зв'язку, церква з центром в країні-агресорі Російській Федерації. 

## Відомі люди
В Ядутах народилися:
- Богдан Федір Григорович (1902 — після 1945) — український громадський діяч у Харбіні (Китай)
- Буштедт Юрій Петрович (* 1929) — український науковець в царині енергії вибуху, кандидат технічних наук, винахідник, лауреат Премії Ради Міністрів СРСР.
- Горбач Феодосій Родіонович (1912–1945) — гвардії молодший сержант ЧА, Герой Радянського Союзу.
- Мазур Ніна Петрівна (* 1939) — українська актриса.
- Микола Іванович Обушний (* 1942) — директор Центру українознавства філософського факультету, доктор політичних наук, професор кафедри політології Київського національного університету імені Тараса Шевченка, заслужений працівник освіти України.